# Bradley Mousley
Bradley Mousley (* 3. Januar 1996 in Adelaide, South Australia) ist ein australischer Tennisspieler.

## Karriere
Bradley Mousley spielt hauptsächlich auf der ITF Future Tour und der ATP Challenger Tour. Auf der Future Tour gewann er 2 Titel im Einzel sowie 14 weitere im Doppel. Seinen ersten Titel auf der Challenger Tour feierte er im Februar 2017, als er mit Luke Saville die Doppelkonkurrenz in Launceston gewann.
Bei den Junioren gewann er 2013 mit Jay Andrijic und 2014 mit Lucas Miedler jeweils die Doppelkonkurrenz der Australian Open. Im August 2014 wurde er rückwirkend zum 30. Mai 2014 für ein Jahr gesperrt, nachdem er im März des Jahres positiv auf Ecstasy getestet worden war. Ursprünglich war die Sperre auf zwei Jahre angesetzt, doch nachdem Mousley die Einnahme zugab und diese auf einer Party, statt zur Leistungssteigerung erfolgte, wurde die Sperre auf ein Jahr verkürzt.
Sein Grand-Slam-Debüt feierte er 2017 dank einer Wildcard im Herrendoppel der Australian Open an der Seite von Alex Bolt. Nach drei Siegen erreichten sie das Viertelfinale, in dem sie Pablo Carreño Busta und Guillermo García López in drei Sätzen unterlagen.
2019 musste er wegen einer Knieverletzung pausieren. Sein letztes Turnier spielte er Anfang 2020 in Adelaide.

## Erfolge
| Legende (Anzahl der Siege)  |
| Grand Slam                  |
| ATP World Tour Finals       |
| ATP World Tour Masters 1000 |
| ATP World Tour 500          |
| ATP World Tour 250          |
| ATP Challenger Tour (4)     |

### Doppel

#### Turniersiege
| Nr. | Datum            | Turnier        | Belag     | Partner      | Finalgegner                     | Ergebnis  |
| --- | ---------------- | -------------- | --------- | ------------ | ------------------------------- | --------- |
| 1.  | 11. Februar 2017 | Launceston (1) | Hartplatz | Luke Saville | Alex Bolt Andrew Whittington    | 6:2, 6:1  |
| 2.  | 28. Oktober 2017 | Traralgon      | Hartplatz | Alex Bolt    | Evan King Nathan Pasha          | 6:4, 6:2  |
| 3.  | 4. November 2017 | Canberra       | Hartplatz | Alex Bolt    | Luke Saville Andrew Whittington | 6:3, 6:2  |
| 4.  | 11. Februar 2018 | Launceston (2) | Hartplatz | Alex Bolt    | Sekou Bangoura Nathan Pasha     | 7:66, 6:0 |